# Leicester Hemingway
Leicester C. Hemingway (ur. 1 kwietnia 1915 roku w Oak Park, zm. 13 września 1982 roku) – amerykański pisarz.
Napisał sześć utworów. Debiutował powieścią The Sound of The Trumpet, wydaną w 1953 roku, opisującą jego przeżycia wojenne z Francji i Niemiec. Wydał też w 1961 roku biografię swojego brata-noblisty, Ernesta Hemingwaya. Za pieniądze zarobione na biografii stworzył mikronację New Atlantis na Karaibach, która służyła jako baza dla badaczy morskich. Została zniszczona w huraganie w kilka lat po stworzeniu.
Pod koniec życia cierpiał na cukrzycę typu 2. Zmarł śmiercią samobójczą.